# Conduites à risque chez l'adolescent
 (mars 2025).
Les conduites à risque chez l’adolescent constituent un phénomène complexe, l'adolescence est souvent marquée par une participation plus importante à des activités pouvant s'avérer dangereuses, en comparaison avec d'autres tranches d'âge,. Cette propension accrue à prendre des risques suit une trajectoire développementale, débutant à la puberté, culminant en fin d’adolescence et au début de l’âge adulte, puis diminuant avec l’âge. La prévalence des comportements à risque durant cette période se manifeste à travers divers domaines, tels que la consommation de substances, les relations sexuelles non protégées, la conduite automobile imprudente et d'autres activités potentiellement dangereuses,.
Plusieurs théories ont été proposées pour expliquer les mécanismes sous-jacents aux conduites à risque chez les adolescents. Un cadre théorique majeur est la théorie des systèmes doubles, qui postule que le comportement à risque résulte d'un déséquilibre entre deux systèmes neurobiologiques : un système socioémotionnel en développement rapide qui accroît la sensibilité à la récompense, et un système de contrôle cognitif qui mûrit de manière plus progressive,. On pense que ce déséquilibre maturationnel contribue à la sensibilité accrue des adolescents aux récompenses et à leur capacité réduite d'autorégulation, en particulier dans des contextes émotionnellement chargés ou socialement gratifiants,.
Des recherches récentes ont remis en question l'idée selon laquelle tous les comportements à risque des adolescents seraient intrinsèquement problématiques ou uniquement dus à un mauvais contrôle des impulsions. Certains chercheurs soutiennent que la prise de risques durant cette période peut avoir des fonctions adaptatives, telles que l'exploration de comportements propres aux adultes, le gain d'indépendance et le développement des compétences en matière de prise de décision,. Cette perspective se reflète dans le modèle Lifespan Wisdom, qui distingue différents types de comportements à risque, notamment la recherche de sensations (exploratoire et potentiellement adaptative), l'action impulsive (potentiellement maladaptative) et la prise de risques raisonnée (planifiée et stratégique),.
Le contexte social joue un rôle crucial dans la formation du comportement à risque chez les adolescents. L'influence des pairs, en particulier, a été identifiée comme un facteur important, des études montrant que les adolescents sont plus enclins à adopter des comportements à risque lorsqu'ils sont en présence de leurs pairs,. Cette susceptibilité accrue à l'influence des pairs serait liée à l'importance croissante des relations sociales pendant cette période de développement, ainsi qu'à la sensibilité renforcée du cerveau adolescent aux récompenses sociales,. De plus, des facteurs tels que la dynamique familiale, le statut socioéconomique et les normes culturelles plus larges peuvent tous contribuer à la probabilité et à la nature des comportements à risque chez les adolescents,.

## Différentes conduites à risques
Le comportement à risque chez les adolescents peut être classé en plusieurs catégories, chacune ayant ses propres caractéristiques et conséquences potentielles. D'après les recherches disponibles, nous pouvons identifier les catégories principales suivantes :

### Consommation et abus de substances
La consommation et l'abus de substances constituent une catégorie majeure de comportements à risque chez les adolescents. Cela englobe l'usage d'alcool, de tabac et de drogues illicites. Les adolescents qui consomment ces substances sont plus enclins à rencontrer des problèmes de santé et à adopter d'autres comportements à risque,. L'initiation de la consommation de substances pendant l'adolescence peut avoir des conséquences neurobiologiques à long terme, pouvant affecter le développement du cerveau et les comportements futurs.
La dynamique familiale joue un rôle crucial dans la consommation de substances chez les adolescents. Les enfants ayant des pères toxicomanes sont plus exposés au risque de développer des troubles du comportement et de s'engager dans des comportements à haut risque, y compris l'abus de substances. De plus, une instabilité familiale importante et une influence négative des pairs contribuent à l'augmentation de l'abus d'alcool et de drogues chez les adolescents.

### Comportement sexuel à risque
Le comportement sexuel à risque est une autre catégorie importante chez les adolescents. Cela inclut les débuts sexuels précoces, les partenaires sexuels multiples et les activités sexuelles non protégées. Les recherches indiquent qu'une proportion significative d'adolescents des Caraïbes déclarent être sexuellement actifs dès un jeune âge, avec de nombreux adolescents s'engageant dans des comportements sexuels à haut risque, tels que le fait d'avoir plusieurs partenaires et de ne pas utiliser de préservatifs.
Le fait d’être témoin de violence familiale a été lié à une hausse des comportements sexuels à risque chez les adolescents et les jeunes adultes. Cette association est comparable à l'influence des abus directs, ce qui suggère que l'exposition à la violence au sein de l'environnement familial peut avoir des effets durables sur la santé sexuelle des adolescents. De plus, les facteurs socioéconomiques et le niveau d'éducation ont montré une corrélation avec les résultats en matière de santé sexuelle chez les jeunes.

### Conduite automobile imprudente
La conduite imprudente constitue une préoccupation majeure chez les adolescents. Elle englobe des comportements tels que la conduite à grande vitesse, la conduite sous l'effet de substances et la conduite distraite. Bien que les données spécifiques sur la conduite à risque soient limitées dans les résultats de recherche disponibles, ce comportement fait souvent partie d’évaluations plus générales des comportements à risque chez les adolescents.
La propension à adopter une conduite imprundente peut être influencée par divers facteurs, tels que la pression des pairs, les tendances à rechercher des sensations fortes et un manque de prise de conscience des conséquences potentielles. Les interventions visant à réduire les comportements de conduite automobile imprudente chez les adolescents se concentrent souvent sur des programmes d'éducation et de sensibilisation, ainsi que sur la mise en place et l'application de lois et de règlements appropriés.

### Délinquence
Le comportement délinquant englobe un éventail d'actions qui enfreignent les normes sociales ou les lois. Cela peut inclure le vandalisme, le vol et l'implication dans des activités de gangs. Les adolescents adoptant un comportement délinquant sont exposés à des résultats négatifs dans divers aspects de leur vie, notamment l'éducation, les relations sociales et les perspectives d'emploi futures.
La prévention du comportement délinquant nécessite une approche multifacette impliquant les forces de l'ordre, les systèmes éducatifs et le soutien communautaire. Les policiers jouent un rôle crucial dans les activités préventives auprès des mineurs présentant un comportement délinquant, en mettant l'accent sur l'importance des interventions sociales et éducatives.

### Prise de risque expérimentale
La prise de risques expérimentale désigne les comportements auxquels les adolescents se livrent par curiosité ou par désir d'expériences nouvelles. Cette catégorie peut se chevaucher avec d'autres, mais elle se distingue par son caractère exploratoire. Parmi les exemples, on trouve l'essai de nouvelles substances, la pratique de sports extrêmes ou la participation à des défis ou des paris.
Les recherches ont montré que le comportement à risque peut être influencé par divers facteurs, notamment les expériences de discrimination. Il est intéressant de noter que l'expérience de la discrimination a été associée à des profils de réactivité physiologique distincts et à une augmentation des comportements à risque. Cela suggère que les expériences sociales et les perceptions de traitement injuste peuvent influencer la propension d'un adolescent à adopter des comportements de prise de risques expérimentaux.

### Suicide
Le suicide chez les adolescents constitue un problème de santé publique majeur, étant l'une des principales causes de décès dans ce groupe d'âge à l'échelle mondiale. Des études récentes ont identifié plusieurs facteurs de risque associés au comportement suicidaire chez les adolescents, notamment la dysfonction familiale, les expériences de harcèlement, les antécédents d'automutilation, les mécanismes d'adaptation inadéquats et les troubles de santé mentale préexistants. La prévalence des idéations suicidaires et des tentatives de suicide chez les adolescents varie selon les populations, certaines études rapportant des taux allant jusqu'à 8,1 % pour les idéations suicidaires et 5,5 % pour les tentatives de suicide.
Les stratégies de prévention et d'intervention pour le suicide chez les adolescents sont multifacettes, visant à la fois la réduction des risques et le renforcement des facteurs protecteurs. Le soutien familial et l'attachement, le soutien scolaire et l'engagement dans des activités positives ont été identifiés comme des facteurs protecteurs clés. De plus, la reconnaissance et le traitement efficace des troubles psychiatriques, notamment les troubles de l'humeur et l'abus de substances, sont essentiels pour prévenir les suicides chez les adolescents. Les programmes de prévention scolaires, les interventions communautaires et les efforts visant à restreindre l'accès aux moyens létaux (comme les armes à feu) sont également des éléments cruciaux des stratégies de prévention du suicide chez les adolescents,.

## Neuropsychologie
Le comportement à risque des adolescents a longtemps été un sujet de recherche intense et de débat dans le domaine de la psychologie du développement et des neurosciences. Le cerveau adolescent subit d'importants changements structurels et fonctionnels, notamment dans les régions associées au traitement des récompenses, à la régulation émotionnelle et au contrôle cognitif. On pense que ces changements neurobiologiques contribuent à la propension accrue à prendre des risques observée pendant cette période de développement,. Le modèle des systèmes doubles, proposé par des chercheurs tels que Laurence Steinberg, postule que le comportement à risque chez les adolescents résulte d'un déséquilibre entre deux systèmes neurobiologiques distincts : un système socioémotionnel en développement rapide qui augmente la recherche de récompenses, et un système de contrôle cognitif qui mûrit de manière plus progressive.
Des études en neuroimagerie ont révélé que le cerveau adolescent présente une activité accrue dans les régions liées aux récompenses, telles que le striatum ventral et le cortex orbitofrontal, en particulier en présence de pairs. Cette sensibilité accrue aux récompenses, associée à un cortex préfrontal relativement immature responsable du contrôle des impulsions et du jugement, peut conduire les adolescents à prendre des décisions plus risquées. En outre, le cerveau des adolescents libère davantage de dopamine que celui des enfants ou des adultes, ce qui les rend plus réceptifs aux récompenses et aux émotions positives liées aux expériences inédites. Ces facteurs neurobiologiques, combinés aux influences sociales et environnementales, contribuent au phénomène complexe du comportement à risque chez les adolescents.

### Théorie des systèmes doubles
Le modèle des systèmes doubles de Laurence Steinberg s'est progressivement établie comme étant l'une des théories les plus influentes pour expliquer le comportement à risque chez les adolescents. Il propose que ce comportement résulte de l'interaction entre deux systèmes neurobiologiques distincts : le système socioémotionnel et le système de contrôle cognitif.
Le système socioémotionnel, qui traite les informations sociales et émotionnelles, devient très actif pendant la puberté. Cette activation accrue conduit les adolescents à éprouver des émotions plus intenses, à devenir plus facilement excités et à développer une sensibilité accrue aux influences sociales et aux récompenses. Les recherches de Steinberg suggèrent que le système socioémotionnel suit une trajectoire de développement en forme de U inversé, augmentant au début de l’adolescence, atteignant un pic au milieu de l’adolescence, puis diminuant à l’âge adulte,.
En revanche, le système de contrôle cognitif, responsable de l'auto-régulation, du contrôle des impulsions et de la prise de décision, se développe de manière plus progressive et linéaire tout au long de l'adolescence et au début de l'âge adulte. Ce système sollicite principalement les cortex préfrontal latéral, pariétal et cingulaire antérieur. La maturation plus lente du système de contrôle cognitif signifie que les adolescents peuvent avoir des difficultés à réguler les impulsions et les émotions générées par le système socioémotionnel très actif.
Steinberg soutient que l'écart temporel entre le développement rapide du système socioémotionnel et la maturation plus lente du système de contrôle cognitif crée une période de vulnérabilité accrue aux comportements à risque au milieu de l'adolescence. Pendant cette période, les adolescents éprouvent des désirs forts d'excitation, de nouveauté et recherchent l'approbation de leurs pairs, mais leurs capacités de contrôle cognitif encore en développement peuvent ne pas être suffisantes pour inhiber de manière constante des impulsions potentiellement dangereuses,.
Le modèle des systèmes doubles aide à expliquer pourquoi les adolescents s'engagent souvent dans des comportements à risque malgré leur prise de conscience cognitive des conséquences potentielles. Les recherches de Steinberg ont montré que les adolescents sont généralement aussi informés que les adultes des risques associés à divers comportements. Cependant, dans des situations émotionnellement chargées ou en présence de pairs, le système socioémotionnel hyperactif peut submerger le système de contrôle cognitif encore en développement, conduisant à une prise de risques accrue,.
La théorie de Steinberg a des implications majeures pour la compréhension du comportement des adolescents et la mise en place d'interventions efficaces. Au lieu de se concentrer uniquement sur l'éducation des adolescents aux risques, Steinberg propose que les stratégies visant à réduire la prise de risques chez les jeunes devraient également chercher à limiter les occasions où des jugements immatures sont effectués dans des situations dangereuses. Cela pourrait inclure l'instauration de lois et de politiques plus strictes, comme des systèmes de permis de conduire progressifs ou l'augmentation de l'âge minimum pour certaines activités à haut risque,.

### Théorie de la trace floue
La théorie de la trace floue, en anglais Fuzzy Trace Theory (FTT), a été développée par Charles Brainerd et Valerie Reyna comme un cadre global pour comprendre les processus de mémoire, de raisonnement et de prise de décision. Dans le contexte des comportements à risque, la FTT offre des perspectives précieuses sur la manière dont les individus, en particulier les adolescents et les jeunes adultes, traitent l'information et prennent des décisions dans des situations à risque.
Selon la théorie de la trace floue (FTT), les individus encodent, stockent et récupèrent l'information sous deux formes distinctes : des traces littérales, représentant les détails de surface des stimuli (verbatim traces) et des traces représentant le sens général, le thème des stimuli (gist traces),. La FTT postule qu'à mesure que les individus mûrissent, ils ont tendance à s'appuyer davantage sur le traitement basé sur le sens général, ce qui est associé à une réduction des comportements à risque.
Dans le domaine des conduites à risque, la théorie de la trace floue (FTT) suggère que les adolescents et les jeunes adultes sont plus susceptibles de s'engager dans des comportements à risque en raison de leur tendance à se concentrer sur les traces littérales plutôt que sur les traces représentant le sens général. Cette préférence pour les informations littérales et quantitatives par rapport à la signification générale peut conduire à des décisions qui semblent logiques sur le moment, mais qui ne prennent pas en compte les implications plus larges ou les conséquences à long terme. Par exemple, les adolescents pourraient privilégier le plaisir immédiat des activités risquées sans prendre en compte les conséquences négatives à long terme.
Les recherches appliquant la théorie de la trace floue aux comportements à risque ont donné des implications importantes pour les stratégies d'intervention. Des études ont montré que les interventions basées sur les principes de la FTT peuvent être efficaces pour réduire les comportements à risque, notamment dans des domaines tels que la prise de risques sexuels et l'abus de substances,. Ces interventions se concentrent souvent sur le renforcement de la pensée basée sur le sens général et sur l'aide aux individus pour extraire des représentations significatives et basées sur les valeurs des situations à risque.
Des études récentes ont élargi l'application de la FTT à divers domaines de la prise de risques, y compris la prise de décision financière, les comportements de santé et même le trouble bipolaire,. L'accent mis par la théorie sur l'importance de la pensée basée sur le sens général pour réduire les risques a conduit au développement de nouvelles approches en matière de communication et d'éducation sur les risques. En comprenant comment les individus traitent et représentent l'information sur les risques, les chercheurs et les praticiens peuvent concevoir des stratégies plus efficaces pour promouvoir une prise de décision plus saine à travers différents groupes d'âge et contextes.

### Théorie de la réorientation sociale
La théorie de la réorientation sociale postule que l’adolescence se caractérise par un changement majeur de focalisation sociale, s’éloignant de la famille pour se tourner vers les relations avec les pairs,. Cette réorientation est influencée à la fois par des changements neurobiologiques internes et par des facteurs socioculturels externes, qui modifient les processus neuronaux et influencent le comportement des adolescents,. La théorie suggère qu'au début de l'adolescence, les stimuli sociaux liés à l'intégration et à l'acceptation par les pairs deviennent particulièrement saillants par rapport à d'autres stimuli et périodes de développement. Cette saillance accrue des informations liées aux pairs serait influencée par les hormones pubertaires, en particulier la testostérone, qui affecte les fonctions socio-affectives et le comportement de prise de risques.
Le processus de réorientation sociale implique des changements dans divers aspects de la cognition sociale et du comportement des adolescents,. Les adolescents développent une conscience accrue d'eux-mêmes, de leurs émotions et du jugement de leurs pairs. Ils connaissent également des changements dans leurs sources de soutien émotionnel, les amis du même sexe devenant la principale source d’intimité et de soutien à la mi-adolescence, remplaçant ainsi la dépendance initiale aux parents. Ces changements comportementaux s’accompagnent de modifications neurobiologiques, notamment dans les régions cérébrales impliquées dans la mentalisation, le traitement des récompenses et le contrôle de soi. La théorie propose que ces changements neuronaux favorisent la capacité des adolescents à évaluer les perspectives des autres, à dépasser leurs attitudes préexistantes et à s’adapter à de nouvelles normes sociales en dehors du cadre familial,.

### ModèleLifespan Wisdom
Le modèle Lifespan Wisdom (LWM) propose une perspective nuancée sur le comportement de prise de risques chez les adolescents, remettant en question l'idée d'un déséquilibre universel entre la sensibilité aux récompenses et le contrôle cognitif,. Ce modèle distingue la prise de risques adaptative/exploratoire, caractérisée par la recherche de sensations, et la prise de risques maladaptative, associée à un mauvais contrôle des impulsions,. Le LWM postule que la recherche de sensations pendant l'adolescence remplit une fonction adaptative, en encourageant l'exposition à de nouvelles expériences qui contribuent au développement de la sagesse et à l'accumulation de connaissances nécessaires pour assumer des rôles adultes,.
Selon ce modèle, seuls un sous-ensemble d'adolescents s'engagent dans des comportements de prise de risques maladaptatifs, généralement ceux qui présentent des faiblesses préexistantes dans le contrôle cognitif,. Ces individus sont plus susceptibles de présenter des niveaux élevés d'impulsivité, qui peuvent augmenter pendant l'adolescence et les prédisposer à une consommation continue de drogues et à un risque d'addiction. Le modèle souligne que la recherche de sensations et le contrôle cognitif ont tendance à augmenter simultanément à mesure que les adolescents vieillissent, ce qui suggère que tous les comportements à risque ne proviennent pas d'un déséquilibre entre ces systèmes,.
Le LWM met en évidence l'importance de l'expérience acquise par l'exploration pendant l'adolescence, la considérant comme un élément crucial dans le développement d'une forme de sagesse,. Cette perspective suggère que ce qui peut sembler être de l'impulsivité est souvent un comportement guidé par le désir d'apprendre sur le monde. En cadrant la prise de risques chez les adolescents dans ce contexte, le modèle Lifespan Wisdom offre une vision plus équilibrée du développement adolescent, reconnaissant à la fois les dangers potentiels et la valeur adaptative de certains comportements à risque pour préparer les individus aux rôles et responsabilités propres aux adultes,.

### Théorie de l'attachement
La théorie de l'attachement apporte des éclairages essentiels sur la prise de risques chez les adolescents. Selon ce cadre théorique, la qualité des premières relations avec les figures d'attachement façonne les modèles internes de l’individu, influençant ainsi son comportement et sa prise de décision tout au long de sa vie, y compris durant l’adolescence. Les adolescents ayant développé un attachement sécurisé, grâce à des soins constants et bienveillants, sont généralement moins enclins à adopter des comportements à risque que ceux présentant un attachement insécurisé. Cela s'explique probablement par le fait qu'un attachement sécurisé favorise une meilleure régulation émotionnelle, des stratégies d'adaptation efficaces et une image de soi plus positive, qui agissent comme des facteurs de protection contre une prise de risques excessive.
Les adolescents ayant un attachement insécurisé, quant à eux, sont plus susceptibles de se livrer à des comportements risqués. Ceux qui présentent un style d'attachement anxieux peuvent chercher à obtenir de la validation et de l'acceptation à travers ces comportements, tandis que ceux avec un style d'attachement évitant peuvent les adopter pour se distancer émotionnellement ou favoriser leur indépendance. Il est intéressant de noter que certaines recherches suggèrent que les individus ayant un attachement insécurisé peuvent percevoir certaines situations risquées comme étant moins dangereuses par rapport à ceux ayant un attachement sécurisé, probablement en raison de leur familiarité avec l'imprévisibilité et leur tendance à se sentir sur le qui-vive. Cette perception altérée du risque pourrait contribuer à leur propension accrue à s'engager dans des comportements risqués.
L'influence de l'attachement sur les comportements à risque des adolescents ne se limite pas aux relations parent-enfant, mais s'étend également aux attachements entre pairs. Des attaches sécurisées aux pairs peuvent potentiellement compenser des attaches parentales insécurisées, offrant ainsi une certaine protection contre les comportements à risque. Cependant, l'hypothèse de la primauté parentale suggère que les adolescents qui comptent fortement sur les relations avec leurs pairs pour compenser des attaches parentales insécurisées peuvent être davantage exposés à des problèmes de santé mentale et de comportement, y compris un risque accru de comportements à risque. Ces résultats soulignent l'interaction complexe entre les différentes relations d'attachement et leur impact global sur les comportements à risque des adolescents.

## Anthropologie
L’anthropologie de la prise de risques chez les adolescents offre une perspective nuancée sur les motivations complexes et les contextes culturels qui façonnent les comportements dangereux chez les jeunes. Plutôt que de considérer ces comportements uniquement comme des actes irréfléchis, les approches anthropologiques mettent en avant leur rôle symbolique et fonctionnel au sein de la société adolescente. David Le Breton, anthropologue reconnu dans ce domaine, soutient que les comportements à risque constituent souvent des appels à l’aide ambivalents adressés aux proches, ainsi qu’un moyen ultime de donner du sens à leur existence et d’établir un système de valeurs,. Ces comportements sont perçus comme des formes actives de résistance à la souffrance et comme des tentatives des adolescents de réaffirmer leur place dans le monde. Les recherches en anthropologie mettent en évidence le paradoxe selon lequel la prise de risques peut renforcer l'autonomie, faciliter la quête de repères, valoriser l'estime de soi et jouer un rôle essentiel dans la construction de l'identité au cours de cette phase de transition déterminante.

### David Le Breton
David Le Breton, anthropologue et sociologue français, a développé une théorie influente sur les conduites à risque chez les adolescents, qu'il définit comme une « exposition délibérée au danger de se blesser ou de mourir, d'altérer son avenir personnel, ou de mettre sa santé en péril ». Selon lui, ces comportements, qui peuvent inclure la toxicomanie, l'alcoolisme, la vitesse sur la route, les tentatives de suicide ou les troubles alimentaires, ne sont pas simplement des actes irréfléchis, mais des manières complexes pour les jeunes de faire face à leur souffrance et de chercher leur place dans le monde,. Cette approche nuancée permet de comprendre ces conduites non pas comme de simples problèmes à résoudre, mais comme des symptômes d'enjeux plus profonds liés à l'identité et au développement.
Le Breton souligne que les conduites à risque sont souvent une forme de « résistance active » face à une souffrance existentielle. Il explique que ces comportements, bien que potentiellement dangereux, peuvent avoir un « versant positif » en ce qu'ils favorisent la prise d'autonomie du jeune et sa recherche de repères identitaires. Cette perspective permet de voir au-delà des conséquences immédiates et potentiellement néfastes de ces actes, pour comprendre leur fonction psychologique plus profonde. Le sociologue argue que ces conduites sont des « rites intimes » ou des « rites de passage » improvisés, par lesquels les adolescents tentent de donner un sens à leur existence et de se construire une identité dans un monde où les repères traditionnels sont souvent absents ou remis en question,.
Un aspect central de la théorie de Le Breton est l'idée que les conduites à risque sont une manière pour les adolescents de « mettre à l'épreuve » leur valeur personnelle et leur place dans le monde,. Il décrit ces comportements comme des tentatives de « s'arracher à soi-même et de renaître meilleur ». Cette perspective met en lumière la dimension existentielle de ces actes, qui ne sont pas simplement des défis lancés à l'autorité ou des recherches de sensations fortes, mais des quêtes profondes de sens et d'identité. Le Breton argue que dans un contexte social où les rites de passage traditionnels ont largement disparu, ces conduites à risque deviennent des moyens pour les jeunes de marquer symboliquement leur transition vers l'âge adulte,.
La théorie de Le Breton met également l'accent sur l'importance du corps dans ces conduites à risque. Il explique que « le corps est le champ de bataille de l'identité » à l'adolescence, une période où les assises du sentiment de soi sont encore fragiles. Les comportements à risque, qu'il s'agisse de sports extrêmes, de scarifications ou de consommation de substances, sont vus comme des manières pour les adolescents d'explorer les limites de leur corps et, par extension, de leur identité,. Cette approche permet de comprendre pourquoi ces conduites sont souvent si viscérales et physiques, reflétant un besoin profond de se sentir exister de manière intense et tangible.
Enfin, Le Breton insiste sur le fait que ces conduites à risque ne sont pas des tentatives de suicide déguisées, mais plutôt des « tentatives douloureuses de se mettre au monde ». Il les décrit comme des appels ambivalents lancés aux proches, des tentatives de communication lorsque les mots font défaut. Cette perspective encourage une approche plus empathique et moins punitive face à ces comportements, soulignant l'importance de comprendre le message sous-jacent plutôt que de simplement chercher à supprimer le comportement. Le Breton argue que ces conduites, malgré leur apparence destructrice, peuvent être vues comme des efforts créatifs, bien que maladroits, pour surmonter des difficultés existentielles et trouver sa place dans un monde complexe et souvent déroutant,.

### Anthropologie évolutive
Du point de vue de l'anthropologie évolutive, les comportements à risque des adolescents peuvent être compris comme une stratégie adaptative façonnée par la sélection naturelle pour remplir des fonctions importantes dans le développement humain et la reproduction. Cette perspective remet en question l'idée traditionnelle selon laquelle la prise de risques chez les adolescents est uniquement un comportement problématique ou pathologique, et suggère plutôt qu'elle pourrait avoir des avantages évolutifs.
Une idée clé de l'anthropologie évolutive est que l'adolescence représente une période cruciale pour établir son statut social et ses trajectoires reproductives. Durant cette période, les individus sont prédisposés à adopter des comportements susceptibles d'améliorer leur statut social et d'attirer des partenaires potentiels,. Les comportements à risque, comme les actes de courage ou de compétence, peuvent constituer des signaux authentiques de la qualité génétique et du potentiel en matière de ressources, ce qui pourrait accroître le succès reproductif d'un individu. Cela est particulièrement évident chez les adolescents masculins, qui ont tendance à adopter des comportements à risque plus prononcés que les filles, ce qui correspond à l'intensité plus grande de la compétition intrasexuelle généralement observée chez les mâles dans de nombreuses espèces,.
Le modèle évolutif suggère également que les comportements à risque des adolescents se calibrent de manière adaptative en fonction des conditions environnementales. Dans des environnements difficiles ou imprévisibles, adopter une stratégie de vie plus rapide, incluant un début sexuel précoce, des comportements plus agressifs et une prise de risques accrue, peut être avantageux,. Cette perspective aide à expliquer pourquoi l'exposition à des conditions environnementales difficiles et imprévisibles dès la petite enfance peut prédire des stratégies de vie accélérées et des niveaux plus élevés de comportements à risque à l'adolescence. Il est important de noter que, selon ce point de vue, de tels comportements ne sont pas nécessairement maladaptatifs, mais représentent plutôt des réponses évoluées à des signaux environnementaux spécifiques qui, historiquement, ont pu favoriser la survie et la reproduction dans des conditions difficiles.
En outre, l'anthropologie évolutive souligne l'importance de l'exploration dans les comportements à risque des adolescents. À mesure qu'ils gagnent en indépendance, ils doivent accomplir la tâche développementale d'apprendre à s'orienter dans le monde des adultes. Dans ce contexte, les comportements à risque peuvent être considérés comme une forme d'exploration adaptative qui permet aux adolescents de découvrir de nouveaux espaces, d'apprendre de nouvelles opportunités et de développer les compétences nécessaires à la vie adulte. Cette perspective suggère qu'un certain degré de prise de risques pendant l'adolescence pourrait non seulement être normal, mais aussi potentiellement bénéfique pour le développement, car il favorise l'apprentissage et l'adaptation aux nouveaux défis sociaux et environnementaux,. Cependant, il est crucial de reconnaître que bien que ces comportements aient pu avoir une valeur adaptative dans notre passé évolutif, ils peuvent représenter des dangers importants dans les contextes modernes, soulignant l'importance de comprendre la base évolutive de la prise de risques chez les adolescents pour développer des interventions et des politiques efficaces,.